# Luc Montagnier
Luc Montagnier (18. kolovoza 1932. – 8. veljače 2022.) bio je francuski virolog koji je sa svojom kolegicom Fraçoiseom Barré-Sinoussi podijelio Nobelovu nagrada za fiziologiju ili medicinu 2008. za njihov rad na prepoznavanju virusa HIV kao uzročnika AIDS-a. Drugu polovicu Nobelove nagrade 2008. dobio je Harald zur Hausen.
Luc Montagnier je član Europske akademije znanosti i umjetnosti.